# Петър Младенов (художник)
Петър Младенов Апостолов е български художник, известен главно с градските си пейзажи, главно акварели.

## Биография
Роден е на 5 май 1887 г. в София. През 1931 г. е сред основателите на Дружеството на новите художници, както и негов пръв председател. Носител е на орден „Георги Димитров“ (1970) и на орден „Народна република България“ трета степен (1959). Умира през 1978 г.